# Peter Gowan
Peter Gowan (Glasgow, 15 de gener de 1946 - 12 de juny de 2009) va ser un professor de Relacions Internacionals de la Universitat Metropolitana de Londres, activista marxista, assagista i conferenciant. Fou membre del comitè editorial de la New Left Review, i va ser un dels fundadors de Labour Focus a Europa de l'Est.
Amb la seva germana gran i la seva mare es va traslladar a Belfast l'abril de 1946 i va viure allà fins als nou anys. Mai va conèixer al seu pare. Va estudiar a l'escola Princess Gardens a Belfast fins als set anys i després a Brackenburgh House. Quan tenia nou anys la seva mare es va mudar per motius de feina a Londres i va anar a escola preparatòria d'Orwell Park (Suffolk). D'allí marxà a Haileybury i l'Imperial Service College (Hertfordshire) el 1959, i d'allí passà a lector de política i història a la Universitat de Southampton.
Gowan va ser diagnosticat amb una malaltia mortal només un parell de setmanes després de l'inici de la crisi financera mundial. Tot i saber que el seu estat era terminal i que la seva salut es deteriorava ràpidament, no sols ho va suportar amb bon humor sinó que va seguir treballant fins al límit de la seva capacitat durant els següents mesos: el seu article "Crisis in the Heartland" per al número de gener-febrer de 2009 de la revista New Left Review ofereix un breu testimoni de com interpretar els orígens de la crisi financera.
Peter Gowan va morir als 63 anys de la malaltia relacionada amb l'amiant, el mesotelioma peritoneal, el 12 de juny de 2009.

## Obres

### Llibres
- The Twisted Road to Kosovo (Manifest, Estocolm, 2000)
- The Global Gamble (Verso, 1999)

### Articles
- 'Crisis in the Heartland' a New Left Review, 55, Gener-febrer 2009
- 'Peter Gowan and the Capitalist World Empire' (text per Peter Gowan amb comentaris addicionals d'altres col·laboradors) in Journal of World-Systems Research, Vol. 10, No. 2, pp. 471-539 (esciu 2004).
- 'American Lebensraum' a New Left Review, 30, Novembre-desembre 2004
- 'Europe and the New Imperialism' a Labour Focus on Eastern Europe, No 75-76, pp. 113-141 (Estiu-Tardor 2004)
- ‘Triumphing to International Disaster: The Impasse of American Grand Strategy’ a Critical Asian Studies Volume 36, No. 1 (2004)
- ‘The Concept of Empire Today’ a Temas, Cultura, Ideologia, Sociedad, Número 34, 2004 (Cuba, 2004)
- ‘An Empire as "Superstructure"’ a Security Dialogue, 35, 2, Juny 2004 (International Peace Research Institute Oslo, 2004)
- 'US:UN' a New Left Review, 24, Novembre-desembre 2003
- ‘U.S. hegemony today’ in Monthly Review, Juliol-Agost, 2003
- ‘Cooperation and Conflict in Transatlantic Relations After the Cold War’, a Interventions International Journal of Postcolonial Studies, Vol. 5, No.2, 2003.
- ‘Instruments of Empire’ a New Left Review 21, Maig-juny 2003.
- ‘After Kosovo: Unanswered Questions' in Journal of Southern Europe and the Balkans. Hivern edn., 2002
- ‘A Calculus of Power’ a New Left Review, 16, Juliol-Agost, 2002
- ‘After America?’ a New Left Review 13, Gener-febrer, 2002
- ‘Explaining the American Boom: The Roles of Globalisation and US Global Power’ a New Political Economy, Vol. 6, No. 3, 2001

### Capítols en llibres
- 'US Hegemeny Today' a Bellamy Foster, J., and Mcchesney R.W. (eds) Exposing the American Empire (Monthly Review Press, 2004)
- ‘The Transatlantic Impasse’ a Tariq Faruk (ed.) A New Era of Triadic Conflict (Georgetown University, 2004)
- ‘The New Liberal Cosmopolitanism’ in Daniele Archibugi (ed.) Debating Cosmopolitics (Verso, 2003)
- ‘The American Campaign for Global Sovereignty’ a Leo Panitch & Colin Leys (eds.) Fighting Identities. Race, Religion and Ethno-Nationalism (Merlin, 2002)
- ‘The EU and the East: Diversity without Unity?’ a M. Newman, S. Fella and M. Farrell (eds) European Integration, Unity and Diversity (Sage, 2002)
- ‘World System Theory and Contemporary Intra-Core Relations' a A. Fisun and T. Zhurzhenko (eds) World-System Theory and Contemporary Global Transformations (Kharkiv University Press, 2002)
- ‘British Euro-Solipsism’ a P. Gowan, P. Anderson (eds) The Question of Europe (Verso, 1997).
- ‘The Post-Communist socialists in Eastern and Cenral Europe’ a D. Sassoon (ed) Looking Left: European Socialism After the Cold War (I.b. Tauris, 1997).